# Palliduphantes brignolii
Palliduphantes brignolii là một loài nhện trong họ Linyphiidae.
Loài này thuộc chi Palliduphantes. Palliduphantes brignolii được Josef Kratochvíl miêu tả năm 1978.